# Station Lene
Station Lene was een spoorwegstation aan de Värmlandsbanan in de Zweedse plaats Lene. De treinen van Värmlandstrafik stopten maar enkele keren per dag op dit station. Het station werd in 2016 gesloten.